# Депортиво Кали
Асосиасион Депортиво Кали (на испански: Asociación Deportivo Cali) е колумбийски футболен отбор от Кали, департамент Вале дел Каука. Създаден е на 23 ноември 1912 г. под името ФК Кали. Отборът е един от съоснователите на Категория Примера А, както и четвъртият най-успешен тим в страната с осем шампионски титли. Сред най-известните футболисти, играли за този клуб са Карлос Валдерама, Фарид Мондрагон, Марио Йепес, Кристиан Сапата, Уго Родалега, Хамилтон Рикард, Оскар Кордоба и др. Депортиво Кали има и отбори по баскетбол, волейбол и плуване.

## История
През 1908 г. група колумбийски студенти, завръщащи се от Европа, сформират футболния отбор ФК Кали и така поставят началото на футболните традиции в града. През 1912 г. те реорганизират отбора и го прекръстват на Депортиво Кали. От края на 20-те години на 20 век тимът представлява департамент Вале дел Каука във футболния турнир на Колумбийските Олимпийски игри, печелейки титлите между 1928 и 1930 г. През 1948 г. Депортиво Кали участва в дебютния сезон на професионалния шампионат Категория Примера А, завършвайки на осмо място от десет отбора.
Златните години на отбора са между средата на 60-те и края на 70-те години. В рамките на само девет години, между 1965 и 1974 г., Депортиво Кали играе седем финала за първенство, печелейки в тях пет от общо осемте си шампионски титли. През сезон 1962/1963 отбърът печели и Купата на Колумбия, а през 1978 г. се превръща в първия колумбийски тим, достигнал финал за Копа Судамерикана, в който губи от Бока Хуниорс. До края на 70-те следват още четири загубени финала в първенство само за пет години. Впоследствие успехите за Депортиво Кали идват все по-рядко, а местният враг Америка де Кали поема щафетата като най-добър отбор в града, печелейки осем титли между 1978 и 1990 г., сред които пет поредни и две срещу Депортиво Кали. Първата шампионска титла за Депортиво идва 22 години след последната от 1974 г. и дава началото на нови силни години за отбора, който до края на 90-те печели още една титла и играе втори финал за Копа Либертадорес, този път загубен срещу Палмейрас.
От началото на 21 век Депортиво Кали отново се представя по-скоро слабо и въпреки че печели още една титла, губи два финала срещу непретенциозни отбори като Депортес Толима и Депортиво Пасто.

## Дербита
Враждата между двата най-силни отбора от Кали Депортиво Кали и Америка де Кали датира още от 1931 г., когато е изиграно първото дерби. То е известно като Класико Валекаукано или Западното класико. От 2011 г. насам двата тима могат да изправят един срещу друг само в турнира за Купата на Колумбия, защото оттогава Америка де Кали играе във втора дивизия. Към средата на март 2012 г. са изиграли общо 301 дербита във всички турнири, като Депортиво има 114 победи, 91 загуби и 96 равенства.
Класико аниехо се наричат мачовете между Депортиво Кали и Мийонариос. Съперничеството им се дължи на факта, че двата отбора са водачи във вечното класиране на колумбийското първенство и са се изправяли един срещу друг в 11 финала. Към средата на октомври 2014 г. са изграни 260 мача във всички турнири, като балансът на Депортиво е 99 победи, 90 загуби и 72 равенства.

## Играчи

### Настоящ състав
| №             | Нац.    | Играч                  | Роден             | Последен отбор         |
| Вратари       | Вратари | Вратари                | Вратари           | Вратари                |
| ------------- | ------- | ---------------------- | ----------------- | ---------------------- |
| 1             |         | Луис Уртадо            | 24 януари 1994    | юноша на отбора        |
| 12            |         | Хайбер Кардона         | 19 януари 1990    | Униаутонома            |
| 22            |         | Хосе Хоан Силва        | 12 юни 1994       | юноша на отбора        |
| Защитници     |         |                        |                   |                        |
| 2             |         | Файнер Торихано        | 31 август 1988    | Депортес Киндио        |
| 4             |         | Карстиан Насути        | 6 септември 1982  | Емелек                 |
| 13            |         | Хелибелтон Паласиос    | 11 юни 1993       | Ла Екидад Сегурос      |
| 16            |         | Херман Мера            | 5 март 1990       | Атлетико Букараманга   |
| 18            |         | Франк Фабра            | 22 февруари 1991  | Енвигадо               |
| 21            |         | Виктор Хиралдо         | 30 септември 1985 | Ла Екидад              |
| 24            |         | Луис Калдерон          | 2 юни 1990        | Пасифико               |
| 30            |         | Луис Паярес            | 14 януари 1990    | Кукута Депортиво       |
| 31            |         | Нилсон Кастрийон       | 28 януари 1996    | юноша на отбора        |
| Полузащитници |         |                        |                   |                        |
| 5             |         | Андрес Перес           | 5 септември 1980  | Мийонариос             |
| 6             |         | Хуан Давид Кабесас     | 27 февруари 1991  | Онсе Калдас            |
| 8             |         | Густаво Адолфо Боливар | 16 април 1985     | Ал Хилал               |
| 10            |         | Карлос Лисарасо        | 26 април 1991     | юноша на отбора        |
| 14            |         | Луис Фернандо Москера  | 17 август 1986    | Атлетико Насионал      |
| 15            |         | Джон Виафара           | 27 октомври 1978  | Индепендиенте меделин  |
| 17            |         | Харисон Мохика         | 17 февруари 1993  | Експресо Рохо          |
| 19            |         | Йерсон Кандело         | 12 февруари 1992  | Депортиво Пасто        |
| 20            |         | Мигел Канео            | 17 август 1983    | Килмес                 |
| 27            |         | Джон Кардона           | 9 януари 1995     | юноша на отбора        |
| Нападатели    |         |                        |                   |                        |
| 7             |         | Робин Рамирес          | 11 ноември 1989   | Пумас УНАМ             |
| 9             |         | Серхио Ерера           | 2 април 1991      | Индепендиенте Санта Фе |
| 11            |         | Карлос Ривас           | 15 април 1994     | Онсе Калдас            |
| 23            |         | Харолд Рейна           | 18 юли 1990       | Аполон Лимасол         |
| 29            |         | Мигел Мурийо           | 19 октомври 1993  | Депортиво Перейра      |
| 34            |         | Рафаел Боре            | 15 септември 1995 | юноша на отбора        |

### Известни бивши играчи
- Абел Агилар
- Андрес Естрада
- Бернардо Редин
- Карлос Валдерама
- Кристиан Сапата
- Луис Муриел
- Марио Йепес
- Мигел Ескобар
- Мигел Калеро
- Нелсон Ривас
- Оскар Кордоба
- Роберто Паласиос
- Себастиан Ернандес
- Уго Родалега
- Фарид Мондрагон
- Фреди Монтеро
- Хамилтон Рикард
- Хорхе Рамирес Гайего

### Бивши треньори
- Владица Попович
- Карлос Билардо
- Оскар Табарес

## Успехи
Национални
- Категория Примера А:
  - Шампион (9): 1965, 1967, 1969, 1970, 1974, 1995/1996, 1998, 2005 Ф, 2015 A
  - Вицешампион (13): 1949, 1962, 1968, 1972, 1976, 1977, 1978, 1980, 1985, 1986, 2003 Ф, 2006 А, 2013 Ф
- Купа на Колумбия:
  - Носител (1): 2010
  - Финалист (2): 1962/1963, 1981
- Суперлига Коломбиана:
  - Носител (1): 2014
- Шампионски титли на департамент Вале дел Каука от амтьорската ера:
  - Носител (8): 1927, 1928, 1929, 1930, 1931, 1934, 1935, 1936

Международни
- Копа Либертадорес:
  - Финалист (2): 1978, 1999
- Копа Мерконорте:
  - Финалист (1): 1998

## Рекорди
- Най-много мачове: Мигел Ескобар – 537
- Най-много голове: Хорхе Рамирес Гайего – 168
- Най-голяма победа: 9:0 срещу Депортиво Перейра, 3 юли 1962
- Най-голяма загуба: 7:0 срещу Мийонариос, 27 май 1962